# 1625 The NORC
The NORC (asteróide 1625) é um asteróide da cintura principal, a 2,491237 UA. Possui uma excentricidade de 0,2218822 e um período orbital de 2 092,42 dias (5,73 anos).
The NORC tem uma velocidade orbital média de 16,64592377 km/s e uma inclinação de 15,55532º.
Esse asteróide foi descoberto em 1 de Setembro de 1953 por Sylvain Arend.